# Geir Skeie
Geir Skeie (né le 2 juillet 1980 à Fitjar) est un chef cuisinier norvégien, gagnant du Bocuse d'Or Europe 2008,, et du Bocuse d'Or 2009,,.

## Biographie
Skeie gère deux restaurants , tous deux appelés " Brygga 11 " , à Sandefjord et Leirvik  près de sa ville natale de Fitjar. Il a été chef de cuisine au Mathuset Solvold à Sandefjord Midtåsen , détenu par le médaillé de bronze  au Bocuse d'or 1997 Odd Ivar Solvold  et a travaillé dans les restaurants Le Canard , Solsiden et Palace Grill à Oslo et à l'hôtel Skarsnuten à Hemsedal.
Skeie a pris la décision de participer au Bocuse d'Or en 1993 en voyant à la télévision, lors de l'émission d'Ingrid Espelid Hovig, Bent Stiansen (en) devenir le premier Norvégien à remporter le concours. Il a ensuite travaillé pendant quinze ans pour atteindre cet objectif, passant les deux dernières années à perfectionner la recette gagnante. Contrairement à ses collègues candidats à la finale 2009 qui avaient des logements à Lyon pour faire les derniers préparatifs, Skeie a loué un gros camion semi-remorque avec une cuisine de formation installée. Il a été entraîné par le précédent  médaillé  de bronze au Bocuse d'Or Odd Ivar Solvold (en) puis assisté par le commis Adrian  Løvold, ayant Ørjan Johannessen comme commis quand il gagne le Bocuse d'Or Europe 2008.
Skeie déclare qu'il était à 90% satisfait de sa performance, . La médaille d'or a été remportée avec un score de 1020 points et une marge confortable sur le médaillé d'argent Suédois Jonas Lundgren, qui a obtenu 994 points .